# Большой Симоновский переулок
Большо́й Си́моновский переу́лок — улица в центре Москвы в Таганском районе между Волгоградским проспектом и 2-й Дубровской улицей.

## Происхождение названия
Переулок (до 1986 года — проезд) возник в начале XX века на месте бывшей деревни Дубровка, находившейся вблизи дороги, ведущей к Симонову мужскому монастырю, основанному в 1370 году. Малый Симоновский проезд упразднён после 2001 года.

## Описание
Большой Симоновский переулок начинается от Волгоградского проспекта, проходит на юго-запад, пересекает Сосинскую улицу и выходит на 2-ю Дубровскую. Внутридворовой проезд продолжает его до 1-й Дубровской и Симоновского Вала.

## Здания и сооружения
По нечётной стороне:
По чётной стороне: